# Pseudochitinopoma
Pseudochitinopoma är ett släkte av ringmaskar. Pseudochitinopoma ingår i familjen Serpulidae.
Kladogram enligt Catalogue of Life:
| Pseudochitinopoma | \| \| Pseudochitinopoma occidentalis \| \| \| \| \| \| Pseudochitinopoma pavimentata \| \| \| \| |
|                   | \| \| Pseudochitinopoma occidentalis \| \| \| \| \| \| Pseudochitinopoma pavimentata \| \| \| \| |
|                   | Pseudochitinopoma occidentalis                                                                   |
|                   |                                                                                                  |
|                   | Pseudochitinopoma pavimentata                                                                    |
|                   |                                                                                                  |